# Карлово (община)
Община Карлово се намира в Южна България и е една от съставните общини на област Пловдив. Административен център е град Карлово.

## География

### Географско положение, граници, големина
Общината е разположена в северната част на област Пловдив. С площта си от 1059,182 km2 е най-голямата сред 18-те общините на областта, което съставлява 17,67% от територията на областта. Община Карлово е една от най-големите общини в България като заема 8-о място. Границите ѝ са следните:
- на юг – община Брезово, община Калояново и община Хисаря;
- на запад – община Копривщица и община Антон, Софийска област;
- на север – община Тетевен, община Троян и община Априлци, област Ловеч и община Сопот;
- на изток – община Павел баня, област Стара Загора.

### Природни ресурси

#### Релеф
Релефът на общината е разнообразен – от равнинен в централната част, през средно планински в южната, до високо планински в северната. Територията ѝ попада в пределите на три орографски единици: Карловската котловина, Стара планина и Средна гора.
От запад при град Клисура на изток до село Куртово на протежение от 37 km се простира обширната и равна Карловската котловина. Нейната площ е 280 km2, което съставлява повече от 1/4 от територията на община Карлово, а ширината ѝ варира от 2 – 3 km на запад до 15 km на изток. В най-южната ѝ част, южно от град Баня, в началото на Стремския пролом на река Стряма се намира най-ниската ѝ точка – 264 m н.в.
Районите северно от Карловската котловина до границата с Ловешка област се заемат от южните склонове на най-високите части на Средна Стара планина. Тук от запад на изток се редуват три от най-високите дялове на планината. Най-на запад до Рибаришкия проход (1570 m) в пределите на общината попадат южните склонове на източната, най-висока част на Златишко-Тетевенска планина със своя първенец връх Вежен (2198,1 m), разположен северозападно от град Клисура, на границата с община Тетевен. Между Рибаришкия проход на запад и дълбоката долина на Стара река (ляв приток на Стряма) на изток се простират южните склонове на Троянска планина. Нейният най-висок връх Левски (Амбарица, 2165,5 m) се издига северно от град Карлово на границата с община Троян. Районът на изток от долината на Стара река се заема от най-високия дял на Стара планина – Калоферска планина. Тук на границата с община Априлци се извисява най-високият връх на община Карлово и цялата Стара планина – връх Ботев (Юмрукчал 2375,4 m).
Районите южно от Карловската котловина се заемат от най-високите части на Средна гора. На запад от Стремския пролом на река Стряма, до границите с община Хисаря и община Копривщица се простират северните склонове на Същинска Средна гора. На границата с община Копривщица се намира най-високата точка на Същинска Средна гора и на цялата Средна гора – връх Богдан (1604 m). Източно от Стремския пролом в пределите на общината попадат крайните северозападни части на Сърнена Средна гора. Тук най-високата точка от 982,8 m се намира североизточно от село Мраченик.

#### Води
Основна водна артерия на община Карлово е река Стряма, която протича през нея с горното си течение и отводнява близо 90% от територията ѝ. Реката извира от южното подножие на връх Вежен и се насочва на юг. При гара Стряма завива на изток, минава южно от град Клисура и навлиза в най-западната част на Карловската котловина. Там завива на югоизток и тече по южната периферия на котловината. Южно от град Баня завива на юг, навлиза в Стремския пролом и напуска пределите на общината, като навлиза в община Калояново. По своето течение в община Карлово река Стряма получава отляво двата си най-големи притока – Стара река (20 km) и Бяла река (37 km).
Стара река води началото си от рида Равнец (част от Калоферска планина) и до град Карлово тече в много дълбока каньоновидна долина, минава през центъра на града, навлиза в Карловската котловина и югоизточно от село Войнягово се влива отляво в Стряма.
Бяла река извира североизточно от връх Ботев и тече на юг също в дълбока проломна долина. Западно от град Калофер завива на югозапад и навлиза в най-източната част на Карловската котловина. Минава последователно покрай селата Куртово, Ведраре (тук завива на юг), Бегунци и Пролом (тук завива на запад) и на около 2 km западно от последното се влива отляво в Стряма. Неин основен приток е Свеженска река (26 km), чието горно течение е в община Брезово. В пределите на община Карлово в началото реката тече на север, а след това на запад и югозапад, минава през село Домлян и югоизточно от село Бегунци се влива отляво в Бяла река.
Най-североизточната част на община Карлово (около 10% от територията ѝ) се отводнява от най-горното течение на река Тунджа. Тя води началото си от южното подножие на връх Юрушка грамада в Калоферска планина и тече на юг в дълбока и залесена долина. Минава през центъра на град Калофер, завива на изток и навлиза в община Павел баня.
На територията на община Карлово има изградени няколко язовира, водите на които основно се използват за напояване на земеделските земи в Карловската котловина. Най-големи са „Домлян“ (на Свеженска река), „Марино поле“ (северозападно от село Соколица), „Климент“ (западно от село Климент) и др.

### Населени места
Общината се състои от 27 населени места. Списък на населените места, подредени по азбучен ред, население и площ на землищата им:
| Населено място | Пребр. на населението през 2021 г. | Площ на землището (в км2) | Забележка (старо име)   | Населено място | Пребр. на населението през 2021 г. | Площ на землището (в км2) | Забележка (старо име)           |
| Баня           | 3031                               | 14,459                    |                         | Клисура        | 868                                | 131,402                   |                                 |
| Бегунци        | 483                                | 10,902                    | Маджаре, Маджере        | Куртово        | 214                                | 8,518                     |                                 |
| Богдан         | 851                                | 41,344                    | Дерелии                 | Кърнаре        | 853                                | 29,650                    |                                 |
| Васил Левски   | 1414                               | 42,627                    | Митиризово, Левски      | Марино поле    | 31                                 | 3,199                     | Минтишлии                       |
| Ведраре        | 948                                | 5,487                     | Куфаларе                | Московец       | 248                                | 6,698                     | Татаре                          |
| Войнягово      | 1025                               | 34,198                    |                         | Мраченик       | 105                                | 23,880                    |                                 |
| Горни Домлян   | 464                                | 11,535                    | Горни Омаробас          | Певците        | 631                                | 12,075                    | Ашикларе                        |
| Домлян         | 337                                | 31,676                    | Долни Омаробас          | Пролом         | 414                                | 13,797                    | Богаз                           |
| Дъбене         | 1479                               | 38,015                    |                         | Розино         | 4308                               | 66,453                    | Рахманларе, Божидар             |
| Иганово        | 528                                | 35,330                    |                         | Слатина        | 844                                | 48,715                    |                                 |
| Калофер        | 2672                               | 155,016                   |                         | Соколица       | 619                                | 13,902                    | Доганджа, Дуганджии             |
| Каравелово     | 1171                               | 78,997                    | Горно Кюселере          | Столетово      | 683                                | 9,925                     | Кара сарлии                     |
| Карлово        | 19 853                             | 102,173                   | Левскиград              | Христо Даново  | 1591                               | 50,029                    | Текия                           |
| Климент        | 1119                               | 39,180                    | Овчеларе, Свети Климент | ОБЩО           | 46784                              | 1059,182                  | няма населени места без землища |

## Административно-териториални промени
- през 1886 г. – заличени са селата Бекирлии и Севишлие (Севишлии) поради изселване без административен акт;
- през 1887 г. – заличени са селата Доробас (Дар Обас), Исак Факъ (Исак Факово) и Узун Смаил поради изселване без административен акт;
- през 1888 г. – заличено е с. Мранчево поради изселване без административен акт;
- през 1893 г. – заличено е с. Ютакларе поради изселване без административен акт;
- през 1906 г. – заличено е с. Карачево (Карачово) поради изселване без административен акт;
- МЗ № 2820/обн. 14.08.1934 г. – преименува с. Маджаре (Маджере) на с. Бегунци;

– преименува с. Дерелии на с. Богдан;
– преименува с. Куфаларе на с. Ведраре;
– преименува с. Горни Омаробас (Горни Омарбас) на с. Горни Домлян;
– преименува с. Долни Омаробас (Долни Омарбас) на с. Домлян;
– преименува с. Горно Кюселере (Горна Кюселери) на с. Каравелово;
– преименува с. Митиризово на с. Левски;
– преименува с. Гиллере на с. Мали Богдан;
– преименува с. Минтишлии на с. Марино поле;
– преименува с. Татаре на с. Московец;
– преименува с. Ашикларе на с. Певците;
– преименува с. Богаз на с. Пролом;
– преименува с. Овчеларе на с. Свети Климент;
– преименува с. Доганджа (Дуганджии) на с. Соколица;
– преименува с. Кара сарлии на с. Столетово;
– преименува с. Текия на с. Христо Даново;
– преименува с. Арапово на с. Черничани;
- МЗ № 3302/обн. 26.09.1934 г. – преименува с. Рахманларе на с. Божидар;
- МЗ № 3287/обн. 11.10.1938 г. – преименува с. Левски на с. Васил Левски;
- МЗ № 3042/обн. 26.02.1944 г. – заличава с. Мали Богдан и го присъединява като квартал на с. Каравелово;
- МЗ № 934 – 11/обн. 28.04.1944 г. – отделя кв. Мали Богдан от с. Каравелово и го възстановява като отделно населено място – с. Мали Богдан;
- МЗ № 2736/обн. 27.04.1945 г. – преименува с. Черничани на с. Сушица;
- Указ № 334/обн. 13.07.1951 г. – преименува с. Божидар на с. Розино;
- Указ № 622/обн. 4 януари 1952 г. – заличава с. Мали Богдан и го присъединява като квартал на с. Каравелово;
- Указ № 59/обн.27.02.1953 г. – преименува гр. Карлово на гр. Левскиград;
- Указ № 516/обн. 22.12.1961 г. – заличава с. Калугерово (Кишиш махле) поради изселване;
- Указ № 21/обн. 19 януари 1962 г. – възстановява старото име на гр. Левскиград на гр. Карлово;
- Указ № 960/обн. 4 януари 1966 г. – преименува с. Свети Климент на с. Климент;
- Указ № 1885/обн. 06.09.1974 г. – заличава с. Сушица и го присъединява като квартал на гр. Карлово;
- Решение на МС № 582/обн. 10.09.2002 г. – признава с. Баня за гр. Баня;
- Указ № 318/обн. 05.09.2003 г. – отделя гр. Сопот и с. Анево от община Карлово и ги включва в новообразуваната община Сопот с административен център гр. Сопот.

## Население

### Етнически състав
Преброяване на населението през 2011 г.
Численост и дял на етническите групи според преброяването на населението през 2011 г., по населени места (подредени по численост на населението):
| Населено място | Численост | Численост | Численост | Численост | Численост | Численост           | Численост     | Населено място | Дял (в %) | Дял (в %) | Дял (в %) | Дял (в %) | Дял (в %)           | Дял (в %)     |
| Населено място | Общо      | Българи   | Турци     | Цигани    | Други     | Не се самоопределят | Не отговорили | Населено място | Българи   | Турци     | Цигани    | Други     | Не се самоопределят | Не отговорили |
| Общо           | 52 307    | 39 586    | 2696      | 5781      | 269       | 171                 | 3804          | 100.00         | 75.68     | 5.15      | 11.05     | 0.51      | 0.32                | 7.27          |
| -------------- | --------- | --------- | --------- | --------- | --------- | ------------------- | ------------- | -------------- | --------- | --------- | --------- | --------- | ------------------- | ------------- |
| Карлово        | 23 075    | 19 213    | 600       | 1394      | 221       | 71                  | 1576          | Карлово        | 83.26     | 2.60      | 6.04      | 0.95      | 0.30                | 6.82          |
| Розино         | 4113      | 1077      | 1597      | 1177      | 5         | 15                  | 242           | Розино         | 26.18     | 38.82     | 28.61     | 0.12      | 0.36                | 5.88          |
| Баня           | 3512      | 2560      | 5         | 626       | 12        | 5                   | 304           | Баня           | 72.89     | 0.14      | 17.82     | 0.34      | 0.14                | 8.65          |
| Калофер        | 3103      | 2802      |           | 43        | 4         |                     | 249           | Калофер        | 90.29     |           | 1.38      | 0.12      |                     | 8.02          |
| Дъбене         | 1606      | 1412      |           | 150       | 0         |                     | 41            | Дъбене         | 87.92     |           | 9.33      | 0.00      |                     | 2.55          |
| Христо Даново  | 1581      | 465       | 225       | 824       | 0         | 30                  | 37            | Христо Даново  | 29.41     | 14.23     | 52.11     | 0.00      | 1.89                | 2.34          |
| Васил Левски   | 1575      | 1336      | 176       | 41        |           |                     | 19            | Васил Левски   | 84.82     | 11.17     | 2.60      |           |                     | 1.20          |
| Каравелово     | 1436      | 1342      | 0         | 11        | 3         | 7                   | 73            | Каравелово     | 93.45     | 0.00      | 0.76      | 0.20      | 0.48                | 5.08          |
| Климент        | 1254      | 957       | 16        | 96        |           |                     | 184           | Климент        | 76.31     | 1.27      | 7.65      |           |                     | 14.67         |
| Войнягово      | 1189      | 1048      | 3         | 80        | 5         | 0                   | 53            | Войнягово      | 88.14     | 0.25      | 6.72      | 0.42      | 0.00                | 4.45          |
| Клисура        | 1109      | 1045      | 0         | 0         |           |                     | 62            | Клисура        | 94.22     | 0.00      | 0.00      |           |                     | 5.59          |
| Ведраре        | 1106      | 692       | 30        | 153       |           | 4                   | 226           | Ведраре        | 62.56     | 2.71      | 13.83     |           | 0.36                | 20.43         |
| Богдан         | 957       | 786       | 0         | 145       | 3         |                     | 21            | Богдан         | 82.13     | 0.00      | 15.15     | 0.31      |                     | 2.19          |
| Слатина        | 955       | 767       | 21        | 152       |           |                     | 12            | Слатина        | 80.31     | 2.19      | 15.92     |           |                     | 1.25          |
| Кърнаре        | 879       | 555       | 9         | 244       | 0         | 21                  | 50            | Кърнаре        | 63.13     | 1.02      | 27.75     | 0.00      | 2.38                | 5.68          |
| Столетово      | 768       | 557       |           | 48        |           | 4                   | 157           | Столетово      | 72.52     |           | 6.25      |           | 0.52                | 20.44         |
| Соколица       | 637       | 440       |           | 180       | 3         |                     | 11            | Соколица       | 69.07     |           | 28.25     | 0.47      |                     | 1.72          |
| Горни Домлян   | 534       | 432       |           | 71        |           |                     | 28            | Горни Домлян   | 80.89     |           | 13.29     |           |                     | 5.24          |
| Бегунци        | 531       | 363       |           | 0         |           | 0                   | 166           | Бегунци        | 68.36     |           | 0.00      |           | 0.00                | 31.26         |
| Иганово        | 510       | 226       |           | 68        | 0         |                     | 215           | Иганово        | 44.31     |           | 13.33     | 0.00      |                     | 42.15         |
| Певците        | 446       | 237       | 0         | 153       |           |                     | 55            | Певците        | 53.13     | 0.00      | 34.30     |           |                     | 12.33         |
| Домлян         | 405       | 386       |           | 13        |           |                     | 1             | Домлян         | 95.30     |           | 3.20      |           |                     | 0.24          |
| Пролом         | 394       | 298       |           | 92        | 0         |                     | 2             | Пролом         | 75.63     |           | 23.35     | 0.00      |                     | 0.50          |
| Московец       | 264       | 226       | 0         | 20        |           |                     | 16            | Московец       | 85.60     | 0.00      | 7.57      |           |                     | 6.06          |
| Куртово        | 226       | 224       | 0         | 0         | 0         | 0                   | 2             | Куртово        | 99.11     | 0.00      | 0.00      | 0.00      | 0.00                | 0.88          |
| Мраченик       | 99        | 97        | 0         | 0         | 0         | 0                   | 2             | Мраченик       | 97.97     | 0.00      | 0.00      | 0.00      | 0.00                | 2.06          |
| Марино поле    | 43        | 43        | 0         | 0         | 0         | 0                   | 0             | Марино поле    | 100.00    | 0.00      | 0.00      | 0.00      | 0.00                | 0.00          |

## Транспорт
През територията на общината преминават два участъка от Железопътната мрежа на България с обща дължина 83,1 km.
- от запад на изток, по цялото протежение на общината преминават два участъка от трасето на жп линията София – Карлово – Бургас от 42,3 km до Община Сопот и още 24,5 km след Община Сопот – общо 66,8 km;
- последният участък от 16,3 km от трасето на жп линията Пловдив – Карлово.

През общината преминават изцяло или частично 5 пътя от Републиканската пътна мрежа на България с обща дължина 124,2 km:
- участък от 55,3 km от Републикански път I-6 (от km 226,1 до km 260,4) и (от km 266 до km 287,0);
- последният участък от 22,7 km от Републикански път II-35 (от km 103,6 до km 126,3);
- началният участък от 9,6 km от Републикански път II-64 (от km 0 до km 9,6);
- началният участък от 28,1 km от Републикански път III-607 (от km 0 до km 28,1);
- целият участък от 8,5 km от Републикански път III-641.

## Топографски карти
- Лист от карта K-35-37. Мащаб: 1 : 100 000.
- Лист от карта K-35-38. Мащаб: 1 : 100 000.
- Лист от карта K-35-49. Мащаб: 1 : 100 000.
- Лист от карта K-35-50. Мащаб: 1 : 100 000.
- Лист от карта K-35-51. Мащаб: 1 : 100 000.